# Stanislas Moussé
Pour les articles homonymes, voir Moussé (homonymie).
Stanislas Moussé est un auteur de bande dessinée et berger français né en 1986 près de Nantes.

## Biographie
Né en 1986 près Nantes, Stanislas Moussé fait des études d'histoire puis s'installe dans le canton du Valais, en Suisse, où il devient berger,. En 2020, il exerce son activité de berger « dans le massif des Bauges, en Savoie ». En matière de dessin, il est autodidacte. Parmi ses influences majeures, il cite Le Seigneur des anneaux, Conan le Cimérien et, plus largement, « tous les archétypes de l'heroic fantasy » ; il est également admirateur de Mike Mignola.  Il déclare un goût marqué pour les narrations muettes en noir et blanc. Dans son travail, il emploie le stylo à plume tubulaire Rotring.
En 2018 paraît son premier album, Chaos, chez Super Loto Éditions. En 2020, il livre deux albums chez les éditions Le Tripode : Longue vie, une « BD muette composée d’illustrations pleine page » et  Le fils du roi, décrit comme « une fable », « un récit initiatique ». Longue vie fait partie des cinq finalistes pour le grand prix de la critique 2021.

## Œuvres
- Chaos, Super Loto Éditions, coll. Banco, 2018  (ISBN 979-10-94442-14-2)
- Longue vie, éd. Le Tripode, 2019  (ISBN 978-2-370-55218-1)
- Le fils du roi, éd. Le Tripode, 2020  (ISBN 978-2-370-55247-1)
- Mater, éd. Le Tripode, 2021  (ISBN 978-2-37055-304-1)

### Documentation
- Quentin Girard, « Longue Vie, baston de berger », Libération, 3 juillet 2020.
- Michel Troadec, « Quand la bande dessinée devient muette », Ouest-France,‎ 26 mars 2020 (lire en ligne).
- Daniel Muraz, « Longue vie au Fils du roi », sur Le Courrier +, 31 octobre 2020.
- Hadrien Chidiac, « Longue vie #1-2 », sur BoDoï, 11 décembre 2020.
- Aurélien Pigeat, « "Longue vie" et "Le Fils du roi" : Stanislas Moussé en majesté en 2020 », sur Actua BD, 11 décembre 2020.